# Bhatpar Rani
Bhatpar Rani è una suddivisione dell'India, classificata come nagar panchayat, di 12.494 abitanti, situata nel distretto di Deoria, nello stato federato dell'Uttar Pradesh. In base al numero di abitanti la città rientra nella classe IV (da 10.000 a 19.999 persone).

## Geografia fisica
La città è situata a 26° 19' 44 N e 84° 01' 33 E.

## Società

### Evoluzione demografica
Al censimento del 2001 la popolazione di Bhatpar Rani assommava a 12.494 persone, delle quali 6.533 maschi e 5.961 femmine. I bambini di età inferiore o uguale ai sei anni assommavano a 1.898, dei quali 976 maschi e 922 femmine. Infine, coloro che erano in grado di saper almeno leggere e scrivere erano 7.820, dei quali 4.677 maschi e 3.143 femmine.